# Ernesto Durán Castro
Ernesto David Durán Castro (* 14. April 1948 in Santiago de Chile) ist ein chilenischer bildender Künstler, Keramikkünstler und Bildhauer. Sein Werk ist hauptsächlich auf die Töpferei und Keramik der präkolumbianischen Kulturen sowie auf die Darstellung der menschlichen Ahnenfigur ausgerichtet. Seine Technik ist von seinem Familienerbe der Santeros und Töpfer inspiriert.

## Leben
Seine künstlerische Karriere begann im Alter von 11 Jahren mit einer Ausbildung am Liceo Experimental Artístico de Santiago, die ihn 1965 zu einem Studium an der Fakultät für öffentliche Kunst der Universität von Chile führte, das er 1969 abschloss und an dem er von 1970 bis 1975 als Assistenzlehrer tätig war.
Gleichzeitig begann er während seiner Studienzeit an verschiedenen Aktivitäten im Zusammenhang mit der Keramikarbeit teilzunehmen, wobei er die Sommermonate Januar und Februar in vier aufeinander folgenden Jahren nutzte: 1966 nahm er am Wiederaufbau des Forts Ahüi in der Provinz Chiloé teil; 1967 gab er in San Carlos de Ñuble Unterricht in Keramik und Zeichnen; 1968 nahm er erneut an Restaurierungsarbeiten teil, in diesem Fall an der Kirche in der Stadt Matilla in Tarapacá; 1969 schließlich gab er in Vicuña in der Región de Coquimbo Unterricht in Keramik.

## Werk
Seine ersten Stücke waren Statuetten von Bauernkindern im Zeitraum von 1965 bis 1967. Die Motive der Landschaft werden in seinen frühen Jahren zu einer wichtigen Komponente seines Werks. Seit den 1990er Jahren konzentriert sich sein Werk auf präkolumbianische Kulturen, insbesondere die Atacameño-, Diaguita-, Mapuche- und Selknam-Kulturen, und zwar hauptsächlich auf orangefarbene Keramiken aus der Region.
Die Malerei in Öl und Acryl ist ein weiterer Bereich im Werk der Künstlers, in dem geometrische Strukturen und besondere Motive aus der Kleidung der Ahnenfiguren hervorstechen, die in der Gesamtheit mit Erdtönen eingefärbt sind.

## Lehre und Karriere
1967: Ad. Honorem-Dozent, Abteilung für öffentliche Ornamentkunst. Ehemalige Schule für Steinmetz- und Zierkeramik, Universität von Chile.
1968–1974: Lehrassistent im Kurs für Zierkeramik, Fachbereich für öffentliche Zierkunst. Ehemalige Schule für Steinmetzkunst und Zierkeramik, Universität von Chile.
2013–2016: Dozent für Bildhauerei an der Fakultät für Architektur. Fakultät für Kunst, Geisteswissenschaften und Wissenschaften, Universidad Mayor.
2015: Dozent für vier präkolumbianische Keramik-Workshops, Kulturzentrum Chimkowe. Kulturverein der Gemeinde Peñalolén.
2015: Demonstrativ-expositive Kurse im Rahmen des Programms "Rutas Patrimoniales de las Artes Visuales de Peñalolén" (Wege des Kulturerbes der bildenden Künste), Centro Cultural Chimkowe. FONDART Metropolregion.
Seit Beginn seiner Karriere und parallel zu seiner beruflichen Tätigkeit gibt er auch Privatunterricht in seinem Kunstatelier in Peñalolén.

## Ausstellungen und Messen
| Jahr | Standort              | Veranstaltungsname |
| ---- | --------------------- | --- |
| 1968 | Santiago, Chile       | Zeitgenössische Kunstausstellung. Fakultät für Bildende Künste, Universität Chile, Instituto de Extensión de Artes Plásticas, MAC |
| 1972 | Vicuña, Chile         | Keramische Wandgestaltung: Hommage an Gabriela Mistral                                                                            |
| 1972 | Santiago, Chile       | "Motivos Criollos" |
| 1974 | Santiago, Chile       | Obras del profesorado (Werke der Lehrkräfte). Fakultät für Bildende Künste, Universität Chile                                     |
| 1974 | Santiago, Chile       | "Grabado". Fakultät für Bildende Künste, Universität Chile                                                                        |
| 1975 | Santiago, Chile       | “Retrospectiva” auf “Motivos criollos” von 1972. Galerie Instituto Chileno-Norteamericano de Cultura                              |
| 1975 | Santiago, Chile       | “Terracotas”. Galerie Instituto Chileno-Norteamericano de Cultura                                                                 |
| 1975 | Ñuñoa, Santiago       | “Semilla” Gruppe. Ñuñoa Kulturhaus                                                                                                |
| 1975 | Valparaíso, Chile     | II Internationale Kunstbiennale                                                                                                   |
| 1977 | Ñuñoa, Santiago       | "Grabado". Kulturhaus |
| 1978 | Ñuñoa, Santiago       | “Taller Tierra” Ausstellung: Malerei und keramische Arbeiten. Ñuñoa Kulturhaus                                                    |
| 1978 | Providencia, Santiago | “Taller Tierra” Ausstellung: Keramik und Gravur. Colegio San Ignacio El Bosque                                                    |
| 1978 | Arica, Chile          | Pinturas. Ausstellung Gesellschaftskoordinator für Arbeitslosentaschen Nordzone                                                   |
| 1984 | Genf, Schweiz         | “Art Populaire Chilien”. Galerie Zodiaque, Perroy                                                                                 |
| 1986 | Arica, Chile          | VI Kunsthandwerksmesse. Tarapacá Universität                                                                                      |
| 1989 | Concepción, Chile     | Volkskunst Internationale Messe                                                                                                   |
| 1999 | Santiago, Chile       | “Mujer Luna”. VI. Lateinamerikanische Biennale für künstlerische und kunsthandwerkliche Keramik, MAC                              |
| 2004 | Las Condes, Santiago  | Hommage a Pablo Neruda: Sammelausstellung. Kunsthandwerkszentrum Pueblito de Los Dominicos                                        |
| 2005 | Ñuñoa, Santiago       | Pinturas. Ausstellung Universidad Metropolitana de Ciencias de la Educación                                                       |
| 2007 | Santiago, Chile       | Ausstellung der Alumni 1947–2007, 60 Jahre Liceo Experimental Artístico                                                           |
| 2008 | Santiago, Chile       | “Tierra”. Nationalbibliothek Santiago                                                                                             |
| 2008 | Concepción, Chile     | “El gran triunfador”, 50 Jahre Stahlkünstler-Kulturgesellschaft. Ausstellungshalle Concepción                                     |
| 2008 | Talcahuano, Chile     | “El gran triunfador”, Kulturelle Gesellschaft der Stahlkünstler. Ausstellungshalle Compañía Siderúrgica Huachipato S.A.           |
| 2011 | Santiago, Chile       | 38° Internationale Messe für traditionelles Handwerk. Universidad Católica de Chile                                               |
| 2016 | Peñalolén, Santiago   | Werkstatt für Ancestral-Keramik, Bildende Künste. Circuito de Artes Visuales. Mercociudades Internationaler Kulturgipfel.         |
| 2019 | Peñalolén, Santiago   | Visuelle Kunstroute. Tag des kulturellen Erbes, Kulturgesellschaft Chimkowe                                                       |
| 2021 | Santiago, Chile       | "Mujeres": Artífices en Pandemia, Gabriela Mistral Bildungsmuseum. Ministerium für Kultur, Kunst und Kulturerbes                  |
| 2023 | Tiltil, Santiago      | "Personajes Ancestrales". Städtische Kulturgesellschaft, Kulturzentrum Tiltil                                                     |
| 2023 | La Paz, Bolivia       | III. Keramikertreffen, November 2023, Architekturfakultät, Universidad Mayor de San Andrés                                        |

| Jahr | Standort        | Auszeichnungen und Anerkennungen                                                                                        |
| ---- | --------------- | --- |
| 1974 | Santiago, Chile | 1. Preis, Fiesta de la Primavera (Frühlingsfest)                                                                        |
| 2001 | Linares, Chile  | 2. Preis, Wettbewerb für öffentliche Kunst, Escuela España                                                              |
| 2010 | Santiago, Chile | Anerkennung für die Förderung und Entwicklung des Handwerks: Nationaler Tag des Handwerkers, CNCA Metropolitana Cultura |
| 2015 | Santiago, Chile | FONDART 2015. “Rutas Patrimoniales de las Artes Visuales de Peñalolén”. Ministerium für Kultur, Kunst und Kulturerbes   |
| 2021 | Santiago, Chile | FONDART 2020–2021. "Artífices en Pandemia " Ministerium für Kultur, Kunst und Kulturerbes                               |
| 2023 | Santiago, Chile | FONDART 2023. "Murales con Historia" Ministerium für Kultur, Kunst und Kulturerbes                                      |

## Stil und Kollektion
Duráns Statuetten spiegeln Themen wider, die mit der Andenkultur, den Tawantisuyu und anderen präkolumbianischen Kulturen zusammenhängen, aber er stellt auch aktuelle Themen in der Kleidung oder den Utensilien der Personifikationen dar. Etwas Einzigartiges, das er im Jahr 2021 zusammen mit der Goldschmiedin Brenda González entwickelt hat, sind Keramikstücke der weiblichen Figur während der Pandemie, bei denen die Figuren chirurgische Masken tragen.
Die Stücke des Kunsthandwerkers werden auf internationalen Plattformen für die Erhaltung von Museumsstücken und die Kunstpflege versteigert, wie Catawiki aus den Niederlanden, Chairish aus den Vereinigten Staaten und Selency (OLX) aus Frankreich.

### Zitat
"Mein Kunstwerk entsteht aus der Reflexion über den Menschen, aus der Erinnerung an die primitiven Kulturen der präkolumbianischen Welt, indem ich durch Bilder, Formen und Farben eine Sprache voller Symbolik erschaffe. Die Suche nach Riten und Mythen, die ein strenges Werk konkretisieren, das in der Malerei, der Bildhauerei, dem Kunsthandwerk oder der Gravur festgehalten werden kann. Durch diese Ausdrucksformen bringe ich universelle Themen zur Sprache, bei denen der Mensch im Mittelpunkt von Raum und Zeit steht".